# Pierre Kohler

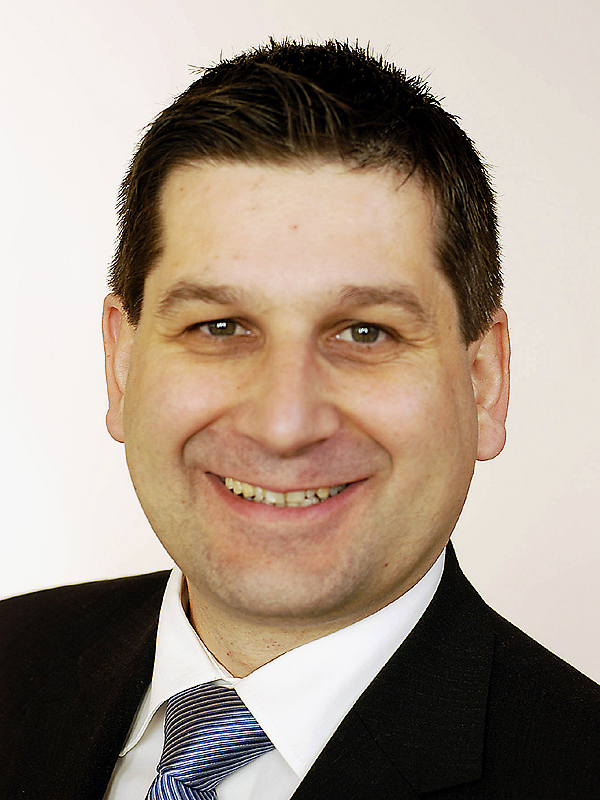
Pierre Kohler

Pierre Kohler (* 3. Februar 1964 in Delémont; heimatberechtigt in Seehof und Delémont) ist ein Schweizer Politiker (CVP).

## Leben
Kohler hat an der Universität Freiburg Rechtswissenschaften studiert und das Anwaltspatent des Kantons Jura erlangt. Vom 1. Oktober 1993 bis zum 31. Dezember 2002 war er Minister in der jurassischen Regierung und stand dem Umweltdepartement vor. In der Legislatur 2003–2007 war er für den Kanton Jura im Nationalrat. Im Jahr 2006 holte er das Halbfinale der chinesischen Missen-Wahl nach Delsberg. Dies lieferte die Vorlage zur Filmkomödie Win Win aus dem Jahr 2014.
Von 2009 bis 2015 war er Stadtpräsident von Delémont. 2009 wurde er für den SwissAward in der Kategorie Politik nominiert.
Kohler ist verheiratet, hat zwei Kinder und wohnt in Delémont.